# NGC 5945
NGC 5945 ist eine Balken-Spiralgalaxie vom Hubble-Typ SBab im Sternbild Bärenhüter am Nordsternhimmel. Sie wird als Galaxie mit Aktivem Kern klassifiziert. Sie ist schätzungsweise 253 Millionen Lichtjahre von der Milchstraße entfernt und hat einen Durchmesser von etwa 65.000 Lichtjahren.
Die Galaxie steht in gravitationeller Wechselwirkung mit NGC 5943.
Entdeckt wurde das Objekt am 12. Juni 1880 von Édouard Stephan.
Am 9. Dezember 2024 wurde in NGC 5945 die Supernova SN 2024aduf entdeckt.